# 조선민주주의인민공화국 철도성
조선민주주의인민공화국 철도성(朝鮮民主主義人民共和國 鐵道省)은 조선민주주의인민공화국의 철도에 관한 업무를 담당하는 정부 기관이다. 사무실은 평의선 평양역 건물 2층에 있다.

## 연혁
- 1948년 9월: 조선민주주의인민공화국 수립과 함께 철도성으로 발족
- 1953년: 국제철도협력기구 가입

## 상세
조선민주주의인민공화국의 철도를 담당하고 있는 성급 기관이다.

## 조직
- 참모국
- 수송지휘국

## 역대 상, 부상

### 역대 철도상
- 박의완 : ? ~ 1958년
- 김룡삼 : 1998년 9월 1일 ~ 2008년 10월
- 전길수 : 2008년 10월 ~ 2015년 7월
- 장혁 : 2015년 7월 ~ 2021년 1월
- 장춘성 : 2021년 1월 ~ 2023년 12월
- 국명호: 2023년 12월 28일~

### 역대 제1부상
- 서남신 2011년 ~

### 역대 부상
- 김광수, 1998년 9월 1일 ~ 2009년 2월 20일
- 김윤혁, 연도미상~현재

### 역대 부부상
- 리철봉 1999년 1월 ~ 2003년 8월, 철도성 정치국장 겸직

## 산하 기관
- 철도성컴퓨터공장: 평양직할시 평천구역에 위치한다. 컴퓨터를 생산하며, 건물은 1989년 10월에 착공하여 1991년에 완공하였다.[1]

## 같이 보기
- 조선민주주의인민공화국의 철도
- 기관차체육단 - 조선민주주의인민공화구 철도성 산하 축구단
- 평양철도국
- 개천철도국
- 함흥철도국
- 청진철도국
- 국제철도협력기구